# Combinatieklas
Een combinatieklas (ook: combinatiegroep) is een samenvoeging van twee (of meer) leerjaren van een school tot één groep. 
In Nederland komen combinatieklassen voor op basisscholen waar het leerlingenaantal onevenredig is verdeeld over de verschillende leerjaren. Hierdoor kunnen er geen homogene groepen worden samengesteld en ontstaat er een combinatieklas. Bijvoorbeeld groep 1/2, groep 4/5/6 of groep 7/8.
Er zijn ook onderwijsvormen, zoals het freinetonderwijs en jenaplanonderwijs, waarbij men bewust kiest voor combinatieklassen. De visie hierachter is dat leerlingen veel van elkaar kunnen leren. Door de oudere kinderen de jonge kinderen te laten helpen, leren zowel de oude als jonge kinderen hiervan. 
Een combinatieklas vraagt om een effectieve omgang van de leerkracht met de beschikbare instructietijd. Dit wordt ook wel differentiatie genoemd.